# انجمن بین‌المللی تصویرسنجی و سنجش از دور
انجمن بین‌المللی تصویرسنجی و سنجش از دور یک سازمان مردم‌نهاد بین‌المللی است که آرمان آن، گشایش همکاری بین سازمان‌های بین‌المللی برای توسعه تصویرسنجی، سنجش از دور، و داده‌های مکانی است. با بنیان‌گذاری در ۱۹۱۰ (میلادی) کهن‌ترین سازمان گسترده در زمینه «اطلاعات برای نگاره‌برداری» است.
کنش‌های انجمن بین‌المللی تصویرسنجی و سنجش از دور:
- پیشرفت دانش در زمینه‌های مورد علاقه انجمن بین‌المللی تصویرسنجی و سنجش از دور با انگیزش و آسان‌سازی پژوهش و توسعه، پیوند علمی بین سازمان‌ها و افراد و کنش‌های بین رشته‌ای
- آسان‌سازی آموزش و پرورش و یادگیری، به ویژه در کشورهای کمتر توسعه‌یافته
- افزایش شناخت همگانی درباره همکاری و دانش تصویرسنجی، سنجش از دور و داده‌های مکانی برای سودرسانی به بشریت و پایداری محیط زیست

برنامه‌های علمی و فنی انجمن توسط پنج کمیسیون فنی، برنامه‌ریزی می‌شوند. هر کمیسیون فنی برای یک دوره چهارساله بین کنگره‌ها، از سوی یکی از سازمان‌های عضو انجمن بین‌المللی تصویرسنجی و سنجش از دور پشتیبانی می‌شود. پنج کمیسیون فنی از ۶۰ گروه کاری، پدید آمده‌اند که هر کدام سرپرست موضوع ویژه‌ای باتوجه به موضوع درخور کمیسیون است. در سال ۲۰۱۸ (میلادی) همه کمیسیون‌های فنی، سمپوزیومهایی را در کشورهای خود برگزار کردند. تا پیش از کنگره ۲۸ ژوئن تا ۴ ژوئیه ۲۰۲۰ (میلادی) در نیس فرانسه که انجمن تصویرسنجی و سنجش از دور فرانسه آنرا برگزار می‌کند گروه‌های کاری اصلی، گروه‌های کاری کوچک‌تر را سرپرستی می‌کنند.

## زمینه‌های کاری

### تصویرسنجی
تصویرسنجی برای استخراج اطلاعات سه‌بعدی نقاط، خط‌ها، و منطقه‌های روی زمین از نگاره‌های هوایی و ماهوارهای بدست می‌آید که برای توسعه پایگاه داده داده‌های مکانی و سامانه‌های اطلاعات مکانی بکار می‌رود. داده می‌تواند به صورت دیجیتال، گرافیکی، یا ارتوفوتو به صورت نقشه، نمودار و همپوشان استفاده شود. تصویرسنجی همچنین برای اندازه‌گری کلی و تفسیر اجسام از نگاره‌ها، توالی‌های نگاره، و دیگر سامانه‌های غیر تماسی استفاده می‌شود. این کار با فراهم‌آوری مختصات سه‌بعدی دقیق نقاط و دیگر اطلاعات هندسی و مفهومی، برای گردهم‌آوردن پایگاه داده‌های مکانی و برای ساخت صحنه‌های سه‌بعدی واقعیت مجازی با مدل‌های بافت واقعی انجام می‌شود.

### سنجش از دور
دیده‌های سنجش از دور زمین با حسگرهای هوایی و فضایی، بستری را برای نقشه‌برداری از کنش‌های انسانی و طبیعی فراهم می‌کنند تا برای کارهای بسیاری استفاده شوند. برای نمونه، بر تغییرات نظارت کنند، بلاها را برآورد کرده و کاهش دهند، منابع تجدیدناپذیر را شناسایی و برآورد کنند، دگرگونی‌های گذرای آب‌وهوا، زمین، و دریا را نظارت کنند. بیان مکانی و مفهومی اجسام و ویژگی‌های بدست آمده از اندازه‌گیری‌های نگاره‌برداری و تفسیر جنبه‌های طیفی و مفهومی آنها از داده فیلم پانکروماتیک، نگاره چندطیفی، و دیگر داده‌های دورسنجی‌شده استخراج می‌شوند.

### داده‌های مکانی
تعریف و مکان‌یابی اجسام و عوارض بدست‌آمده از نگاره‌ها و همچنین پیوند گذرای بین اجسام فیزیکی و فرایندها می‌تواند با داده دیگری که از داده‌های مکانی برای تحلیل، شبیه‌سازی، پیش‌بینی، و تجسمی استفاده می‌کند یکی شود. داده‌های مکانی در برنامه‌ریزی شهری و زیرساختی، مدیریت زمین و منابع، بازرسی محیط زیست، و درک بسیاری از پدیده‌ها و فرایندهای طبیعی و انسانی بکار می‌روند.

## کنش‌ها
کنش‌های اصلی انجمن بین‌المللی تصویرسنجی و سنجش از دور:
1. انگیزش به پدیدآوری انجمن‌های ملی و منطقه‌ای تصویرسنجی، سنجش از دور، و داده‌های مکانی[۱]
2. آغاز و هماهنگ‌سازی پژوهش‌های تصویرسنجی، سنجش از دور، و داده‌های مکانی[۱]
3. برگزاری همایش، سمپوزیوم، و کارگاه‌های بین‌المللی با فاصله زمانی سازمند[۱]
4. اطمینان از گردش گفتگوهای ثبت‌شده و نتیجه پژوهش‌ها در سراسر جهان با چاپ سالانه بایگانی بین‌المللی تصویرسنجی، سنجش از دور، و داده‌های مکانی و داوری همتا شده سالانه بین‌المللی تصویرسنجی، سنجش از دور، و داده‌های مکانی[۱]
5. انگیزش به چاپ و همرسانی مقاله و ژورنال علمی همسو با موضوع‌های انجمن بین‌المللی تصویرسنجی و سنجش از دور، به ویژه ژورنال‌های تصویرسنجی، سنجش از دورِ انجمن بین‌المللی تصویرسنجی و سنجش از دور، و ژورنال بین‌المللی اطلاعات زمینِ انجمن بین‌المللی تصویرسنجی و سنجش از دور[۱]

## سازمان‌ها
هم‌اکنون انجمن بین‌المللی تصویرسنجی و سنجش از دور، از ۹۲ انجمن یا سازمان ملی، ۱۶ انجمن یا سازمان همکار، ۱۵ انجمن یا سازمان محلی، و ۵۸ انجمن یا سازمان حمایتی پدید آمده است. سیاست‌گذاری و مدیریت انجمن بین‌المللی تصویرسنجی و سنجش از دور، در یک شورای ویژه و بر پایه قطع‌نامه‌های تصویب شده در مجمع عمومی شورا انجام می‌شود که هر چهار سال یک بار برگزار می‌شود.
این سازمان‌ها می‌توانند به انجمن بین‌المللی تصویرسنجی و سنجش از دور بپیوندند:
- عضو عادی: نماینده همه جامعه کارشناسان تصویرسنجی، سنجش از دور، داده‌های مکانی در آن کشور یا منظقه است.[۳]
- عضو همکار: نماینده جامعه‌ای است که علاقه زیادی به مشارکت در کنش‌های انجمن بین‌المللی تصویرسنجی و سنجش از دور دارد و عضو عادی نماینده سازمان یک کشور نیست.[۴]
- عضو منطقه‌ای: جامعه چندملیتی که با آرمان درنظرگیری توجه به مسائل مورد علاقه مشترک، بهبود همکاری منطقه‌ای، و برگزاری گردهمایی منطقه‌ای، و مانند آنها پایه‌گذاری شده است.[۵]
- عضو حمایتی: سازمان، نهاد، آژانس، یا شخص حقیقی است که در کنش‌های اقتصادی انجمن بین‌المللی تصویرسنجی و سنجش از دور همکاری می‌کند، یا در زمینه پژوهش و/یا آموزش کار می‌کند، و از کنش‌های انجمن بین‌المللی تصویرسنجی و سنجش از دور پشتیبانی مالی می‌کند.[۶]
- عضو افتخاری: افراد حقیقی هستند که به خاطر تلاش ویژه خود در تصویرسنجی و سنجش از دور، شناخته می‌شوند. انجمن تا ۱۰ نفر را در هر زمان به عنوان عضو افتخاری می‌پذیرد.[۷]
- دوست انجمن: برای به رسمیت شناختن خدمات پایدار و عالی افراد مستقل به انجمن و دستیابی به آرمان‌های آن، ممکن است برخی افراد به عنوان "دوست انجمن" شناخته شوند.[۸]

افراد حقیقی، معمولاً با وابستگی به یکی از سازمان‌های عضو انجمن بین‌المللی تصویرسنجی و سنجش از دور در کنش‌های آن شرکت می‌کنند. اگرچه، همچنان می‌توانند به عنوان یک عضو حقیقی به انجمن بپیوندند. اعضای حقیقی علاقه‌مند به همکاری در کنش‌های علمی و فناوری انجمن، تشویق می‌شوند که در یکی از گروه‌های کاری که زیر نظر پنج کمیسیون فنی اداره می‌شوند کار کنند.

## کمیسیون‌های فنی
کمیسیون‌های فنی مسئول و مدیر همه کنش‌های علمی و فنی انجمن هستند. فهرست این کمیسیون‌ها برای دوره زمانی ۲۰۱۶ (میلادی) تا ۲۰۲۰:
| کمیسیون ۱ | سامانه‌های حسگر | www.commission1.isprs.org | [ ۹ ]  |
| کمیسیون ۲ | تصویرسنجی      | www.commission2.isprs.org | [ ۱۰ ] |
| کمیسیون ۳ | سنجش از دور    | www.commission3.isprs.org | [ ۱۱ ] |
| کمیسیون ۴ | داده‌های مکانی  | www.commission4.isprs.org | [ ۱۲ ] |
| کمیسیون ۵ | آموزش و توسعه  | www.commission5.isprs.org | [ ۱۳ ] |

## بنیاد
بنیاد انجمن بین‌المللی تصویرسنجی و سنجش از دور برای بهبود توانایی برای برآورده‌کردن آرمان آن بنیان‌گذاری شده است. این آرمان با مدیریت یک برنامه بین‌المللی گسترده برای تامین مالی برای پشتیبانی مالی از افراد و سازمان‌های شایسته بدست می‌آید که به دنبال و/یا استفاده از دانش برای پیشرفت علمی و فنی مرتبط با موضوعات کاری انجمن هستند. برای رسیدن به این آرمان، بنیاد انجمن، سرمایه‌گذاری، کمک، و مشارکت نامحدود می‌کند. بیشترین کمک و همکاری بنیاد در همکاری بین‌المللی و انتقال فناوری است.

## انتشارات
- سالانه‌های تصویرسنجی، سنجش از دور، و داده‌های مکانی انجمن بین‌المللی تصویرسنجی و سنجش از دور، شامل همکاری‌های علمی داوری همتا و آزمایش کور شده علمی انجمن در کنگره، سمپوزیوم، و چند کارگاه می‌شود. سری تازه خلاصه همایش در سال ۲۰۱۲ (میلادی) منتشر شد.[۱۵]
- بایگانی بین‌المللی تصویرسنجی، سنجش از دور، و داده‌های مکانی شامل خلاصه همایش، و سخنرانی‌های علمی و فنی کنگره، سمپوزیوم، و کارگاه‌های برگزیده است.[۱۶]
- ژورنال تصویرسنجی و سنجش از دور انجمن، نشریه رسمی داوری همتای آن است. این ژورنال دوازده بار در سال و بدست الزویر منتشر می‌شود. این ژورنال مقاله و نقدهای علمی و فنی دارد.[۱۷][۱۸]
- ژورنال بین‌المللی اطلاعات زمین انجمن بین‌المللی تصویرسنجی و سنجش از دور، یک ژورنال علمی بین‌المللی دسترسی آزاد درباره اطلاعات زمین است که انتشارات رسمی داوری همتای انجمن اطلاعات زمین است. این ژورنال به صورت برخط هر سه ماه توسط ام‌دی‌پی‌آی منتشر می‌شود.[۱۹]
- بولتن الکترونیکی انجمن بین‌المللی تصویرسنجی و سنجش از دور، بولتن رسمی انجمن است که هر دو ماه یک‌بار به صورت الکترونیکی منتشر می‌شود. این بولتن، اخبار جاری، وضعیت عضویت‌ها، اشاره‌ها به گزارش‌های سالانه انجمن، گزارش کنش‌های انجمن، سخنرانی‌های کلیدی، کتاب، نقد فناوری و پروژه، و رخدادهای نشست‌های کمیسیون فنی و شورا را در خود جا می‌دهد.[۲۰]
- سری کتاب‌های وبگاه انجمن بین‌المللی تصویرسنجی و سنجش از دور، مقاله‌های با بار علمی بالا از کنگره، سمپوزیوم، و کارگاه‌های انجمن در خود دارند تا اطلاعات بیشتری را به پژوهش‌گران بین‌المللی بیشتری برسانند.[۲۱]
- وبگاه انجمن بین‌المللی تصویرسنجی و سنجش از دور، گفتارهای زیادی درباره منابع علمی بالا دارد.

## پیوندهای بین‌المللی
انجمن بین‌المللی تصویرسنجی و سنجش از دور، فعالانه با کمیته کارشناسان سازمان ملل متحد برای مدیریت اطلاعات مکانی جهانی، کمیته سازمان ملل در امور استفاده صلح‌آمیز از فضا، گروه رصدگران زمین، و شورای بین‌المللی علوم همکاری می‌کند و پیوند نزدیکی با چندین انجمن بین‌المللی علمی دیگر دارد.